# Obelisco Vaticano

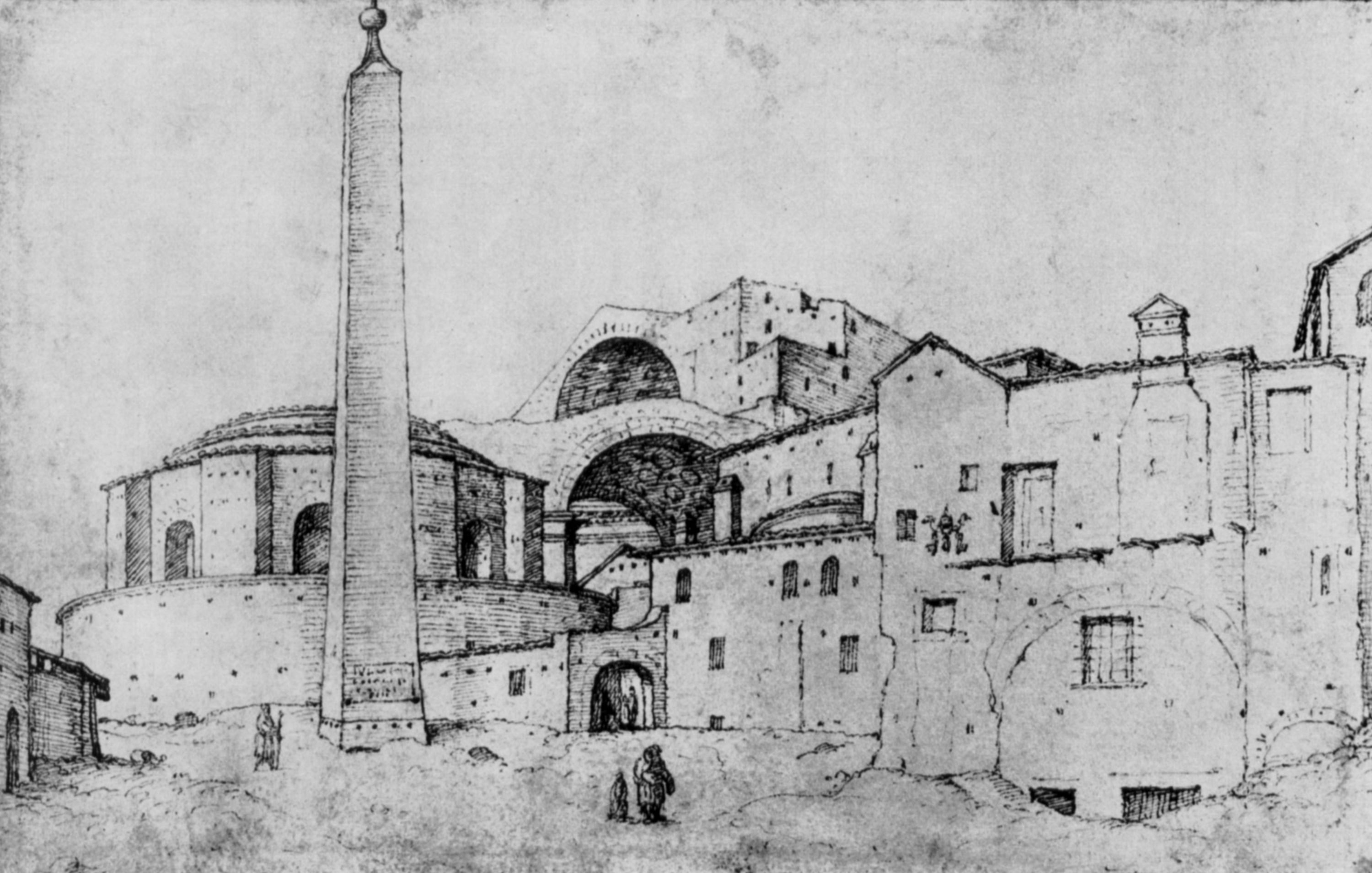
El Obelisco Vaticano en su ubicación original; dibujo de Martin van Heemskerck, 1532.

El Obelisco Vaticano u Obelisco de San Pedro (en italiano: Obelisco di San Pietro) es uno de los trece obeliscos antiguos de Roma y está situado en la plaza de San Pedro. Realizado en granito rojo, tiene una altura de 25.3 metros y con el basamento (compuesto por cuatro leones de bronce obra de Prospero Antichi) y la cruz alcanza casi los 40 metros. La inscripción reza: «ECCE CRUX DOMINI - FVGITE - PARTES ADVERSAE - VICIT LEO DE TRIBV IVDA», en español: «Esta es la cruz del Señor. Huid, adversarios. Triunfa el león de la tribu de Judá».

## Origen
El obelisco es de origen egipcio, carente de jeroglíficos, y proviene, según Plinio, de la ciudad de Heliópolis. Primero fue colocado en el Forum Iulii de Alejandría y en el año 40 fue llevado a Roma por Calígula, y colocado en la spina del Circo de Nerón. Permaneció en esta posición incluso después de que el circo cayera en desuso y su superficie fuera ocupada por la necrópolis vaticana. Siglos más tarde se descubrió junto a la antigua basílica de San Pedro, al lado de la iglesia de Santa Maria della Febbre. Es el único obelisco antiguo de Roma que nunca se ha caído.

## Traslado

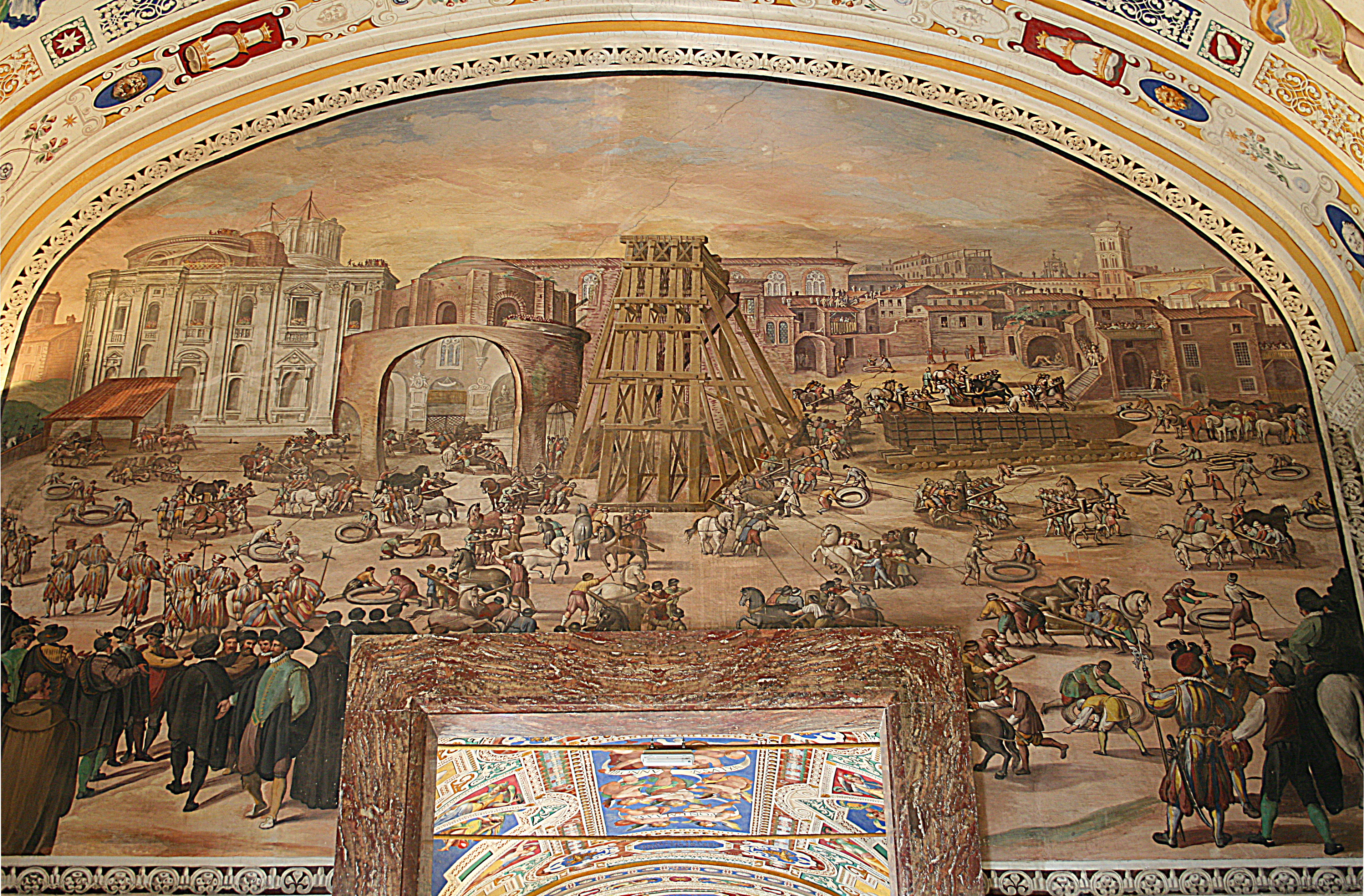
Pintura mural (1585-1588) de la Biblioteca Apostólica Vaticana, que muestra la instalación del obelisco en la plaza de San Pedro.

Fue trasladado e izado por órdenes del papa Sixto V en el verano de 1586 bajo la dirección del arquitecto Domenico Fontana, que para realizar la tarea usó cuatro meses de trabajo, novecientos hombres, setenta y cinco caballos y cuarenta cabrestantes: fue el primer obelisco que fue izado en la época moderna. En las operaciones de elevación realizadas el 10 de septiembre de 1586 se produjo el famoso grito de un marinero llamado Benedetto Bresca: «¡Agua a las cuerdas!», con el objetivo de evitar la rotura de las cuerdas que estaban a punto de ceder bajo el gran peso del obelisco. Desde el 10 de septiembre de 1586 destaca en la plaza de San Pedro.
Con ocasión del traslado, el globo colocado sobre la cima del obelisco fue trasladado a los Museos Capitolinos, a la primera sala del Palacio de los Conservadores, en una esquina cerca de la gran ventana. Según la leyenda, este globo contenía las cenizas de san Pedro o de Julio César. De la referencia al águila imperial romana de Julio César deriva el término italiano aguglia, inicialmente usado solo para los obeliscos, y actualmente transformado en guglia («pináculo, chapitel»).

## Reliquia
La concesión de una indulgencia perpetua de diez años a quien, frente al obelisco, venerase la cruz de Cristo recitando un padrenuestro y un avemaría, hizo suponer que Sixto V hubiera colocado en la gran cruz de bronce situada sobre el obelisco un trozo de la Vera Cruz el 26 de septiembre de 1586, pero con ocasión de la restauración de la cruz no se encontró reliquia alguna. Sin embargo, el 12 de abril de 1740 se colocó aquí una reliquia de la Vera Cruz dentro de un relicario procedente de la basílica de san Pedro.